# Kurigalzu II
Kurigalzu II est un roi de Babylone de la dynastie kassite, ayant régné de 1332 à 1308 av. J.-C. Son règne est essentiellement connu par deux chroniques historiques racontant les conflits entre Babylone et l'Assyrie et rédigées bien après son règne : la Chronique synchrone (ou Histoire synchronique), assyrienne, et la Chronique P, babylonienne, qui ne s'accordent pas sur le déroulement exact des événements et les présentent de façon biaisée. Le début de son règne est marqué par des troubles successoraux suivant la mort de Burna-Buriash II. En effet, ce dernier avait épousé Muballitat-Sherua, la fille d'Assur-uballit Ier, roi d'Assyrie. Selon la Chronique synchrone, c'est un fils né de cette union, Kara-hardash, qui lui succède sous le nom de Kadashman-Harbe II (~1333) avant d'être détrôné par un usurpateur du nom de Nazi-Bugash. Ceci entraîne l'intervention d'Assur-uballit qui le chasse et intronise Kurigalzu II, qui est son autre petit-fils. La Chronique P donne une autre version des événements puisqu'elle fait de Kurigalzu II un fils d'un autre roi kassite ayant régné vers ~1400, Kadashman-Harbe Ier.
Après cela, la Chronique synchrone (assyrienne) rapporte que Kurigalzu II entre en conflit avec le roi assyrien suivant, Enlil-nerari, qui le défait. Après cet épisode sanglant, les deux rois décident de fixer la frontière entre leurs territoires. La Chronique P (babylonienne), fragmentaire sur ce passage, fait au contraire de Kurigalzu II le vainqueur écrasant d'un conflit contre l'Assyrie. Des inscriptions postérieures attribuent aussi à Kurigalzu II une victoire sur l'Élam. Il semble que la tradition babylonienne postérieure ait retenu de Kurigalzu II la figure d'un roi-guerrier, qui est présent dans plusieurs textes dont certains de nature épique.
Kurigalzu II a également entrepris des travaux de construction dans différentes villes de Babylonie. Il est cependant difficile de distinguer ses réalisations de celles de son prédécesseur homonyme Kurigalzu Ier qui a été un grand bâtisseur, car les inscriptions commémorant les constructions qu'ils ont réalisées ne permettent que rarement de les distinguer. Il s'avère que c'est au premier Kurigalzu qu'il faut attribuer la réalisation de la capitale Dur-Kurigalzu, même si le second y a peut-être entrepris des travaux.